# Louis-Joseph-Arthur Melanson
Louis-Joseph-Arthur Melanson (Trois-Rivières, 25 marzo 1879 – Moncton, 23 ottobre 1941) è stato un arcivescovo cattolico canadese.

## Biografia
Nato a Trois-Rivières nel 1879, nel 1889 si stabilì con la famiglia a New Richmond dove iniziò la sua formazione umanistica. Compiuti gli studi teologici presso i sulpiziani di Montréal, fu ordinato prete a Chatham nel 1905.
Fu vicario di Campbellton e incaricato delle missioni di Val-d'Amours, Coolbrook e Glen Levit. Fu poi curato di Balmoral e incaricato delle missioni di Val-d'Amours, Dundee e preso alcuni gruppi di lavoratori. Fu curato-colonizzatore della regione boscosa della Restigouche, dove fondò due chiese (a Saint-Quentin nel 1911 e a Kedgwick nel 1912) e sorsero due villaggi.
Parroco di Notre-Dame-des-Neiges a Campbellton dal 1919, fece riedificare chiesa, scuola e ospedale: nel 1922 vi fondò la congregazione insegnante delle Figlie di Maria dell'Assunzione.
Nel 1929 fu nominato vicario generale e amministratore della diocesi di Bathurst dal vescovo Patrice Alexandre Chiasson e nel 1930 ricevette la dignità di protonotario apostolico.
Fu eletto vescovo di Gravelbourg nel 1932 e, dopo quattro anni di esilio, papa Pio XI lo scelse come primo arcivescovo metropolita di Moncton.
Attento all'apostolato della buona stampa, quando era parroco fondò L'écho de Campbellton, sostituito dalle Annales de Notre-Dame de l'Assomption; da vescovo di Gravelbourg fondò La voix catholique e da arcivescovo di Moncton L'ordre social.

## Genealogia episcopale e successione apostolica
La genealogia episcopale è:
- Cardinale Scipione Rebiba
- Cardinale Giulio Antonio Santori
- Cardinale Girolamo Bernerio, O.P.
- Arcivescovo Galeazzo Sanvitale
- Cardinale Ludovico Ludovisi
- Cardinale Luigi Caetani
- Cardinale Ulderico Carpegna
- Cardinale Paluzzo Paluzzi Altieri degli Albertoni
- Papa Benedetto XIII
- Papa Benedetto XIV
- Papa Clemente XIII
- Cardinale Marcantonio Colonna
- Cardinale Giacinto Sigismondo Gerdil, B.
- Cardinale Giulio Maria della Somaglia
- Cardinale Carlo Odescalchi, S.I.
- Cardinale Costantino Patrizi Naro
- Cardinale Lucido Maria Parocchi
- Cardinale Alfonso Maria Mistrangelo, Sch.P.
- Arcivescovo Andrea Cassulo
- Arcivescovo Louis-Joseph-Arthur Melanson

La successione apostolica è:
- Vescovo Albini LeBlanc (1941)